# Miles gloriosus

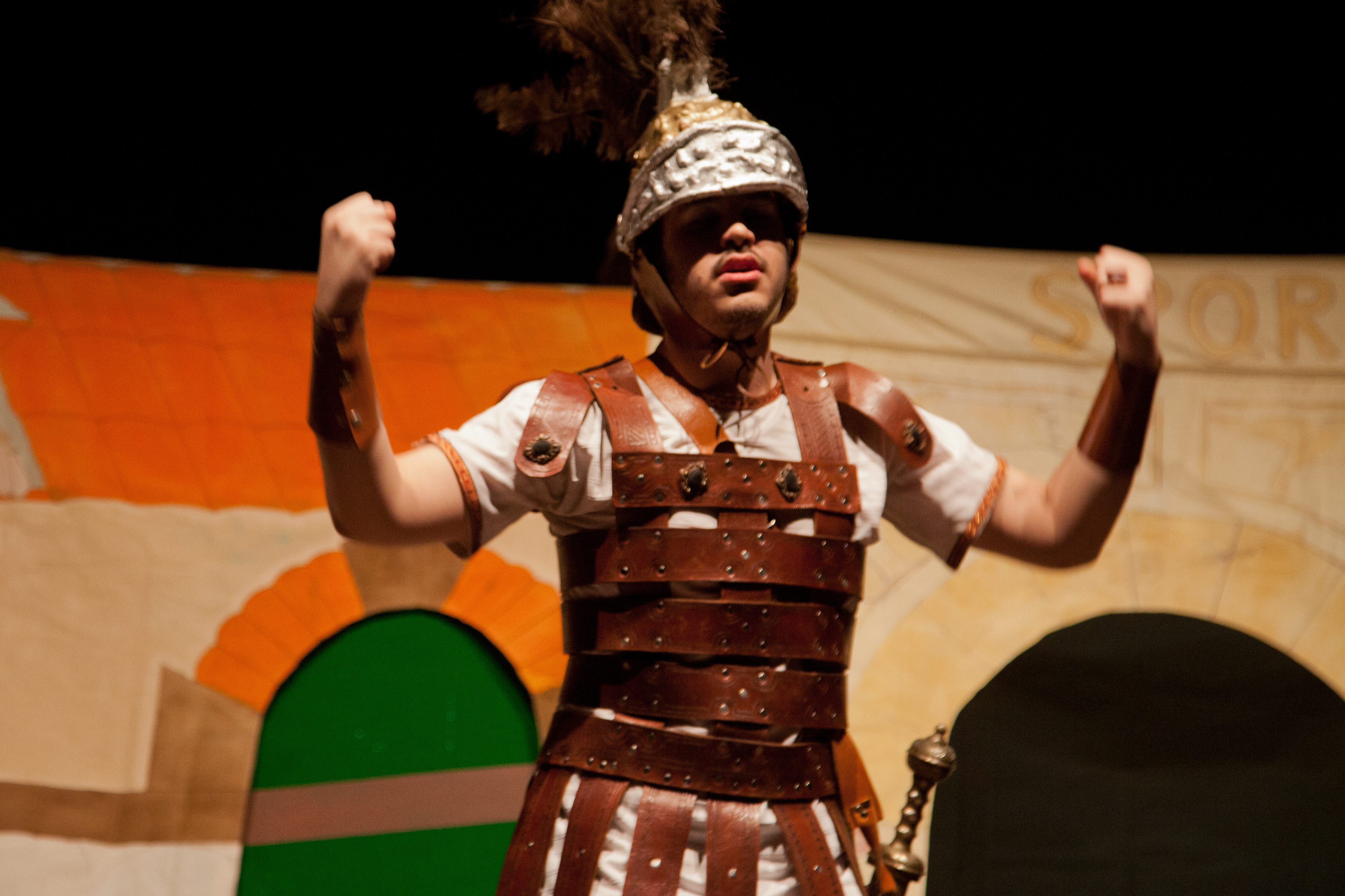
Pirgopolínices en una producción de 2012 de la obra Miles Gloriosus.

Miles gloriosus o El soldado fanfarrón es una de las obras más conocidas del dramaturgo latino Plauto (Sársina, Romaña, 254 a. C. - Roma, 184 a. C.). La obra tiene lugar en Éfeso (Asia menor), y está dividida en cinco actos.

## Personajes
- Pirgopolínices, soldado o militar
- Palestrión, esclavo de Pléusicles, secuestrado por Pirgopolínices
- Artótrogo, parásito de Pirgopolinices
- Periplectómeno, viejo que vive al lado de la casa del soldado
- Escéledro, esclavo de Pirgopolínices
- Filocomasia, amada de Pleúsicles secuestrada por el militar
- Pleúsicles, joven ateniense amante de Filocomasia
- Acroteleutia, cortesana que se hace pasar por la esposa de Periplectómeno
- Lurción, esclavo de Pirgopolínices
- Milfidipa, criada de Acroteleutia

## Argumento
Pirgopolínices, un soldado fanfarrón del que se burlan hasta los esclavos, rapta a Filocomasia, cortesana ateniense, y se la lleva a Éfeso consigo; además, el mismo militar recibe como regalo de unos piratas a Palestrión, criado del joven ateniense Pléusicles, que estaba enamorado de Filocomasia, al igual que ella de él. Pléusicles viaja también a Éfeso para intentar recuperar a Filocomasia, y se hospeda en la casa contigua a la del militar. El criado hace un agujero en la pared, para que los enamorados puedan verse. Escéledro, uno de los criados del militar descubre a Filocomasia y Pléusicles besándose, pero ellos y Palestrión lo niegan, y les hacen creer que ha llegado de Atenas la hermana gemela de Filocomasia, que era la que se estaba besando con Pléusicles. 
Con la complicidad de Periplectómeno, el viejo vecino del militar, Pleúsicles y Palestrión tienden entonces una trampa al soldado, haciéndole creer que la mujer del vecino está enamorada de él, y le envía un anillo de regalo como prueba de su amor. Palestrión aconseja al militar que abandone a Filocomasia, que la deje marcharse a Atenas con su hermana gemela y que además le regale sus joyas para ganarse su perdón. Pléusicles finge ser un capitán que viene a buscar a Filocomasia, de parte de su madre enferma. El militar libera a Palestrión en agradecimiento por sus servicios, y éste se marcha con Pléusicles y Filocomasia, que se finge apenada por tener que separarse del soldado. Cuando el soldado entra a casa del viejo, éste lo retiene y lo acusa de adúltero, y hace que su cocinero lo azote hasta que Pirgopolínices promete no tomar represalias contra nadie por los azotes recibidos.